# Thoropa miliaris
Thoropa miliaris là một loài ếch thuộc họ Leptodactylidae.
Đây là loài đặc hữu của Brasil.
Môi trường sống tự nhiên của chúng là rừng ẩm vùng đất thấp nhiệt đới hoặc cận nhiệt đới, vùng núi ẩm nhiệt đới hoặc cận nhiệt đới, sông ngòi, vùng nhiều đá, và vùng bờ biển nhiều đá.
Chúng hiện đang bị đe dọa vì mất môi trường sống.

## Hình ảnh

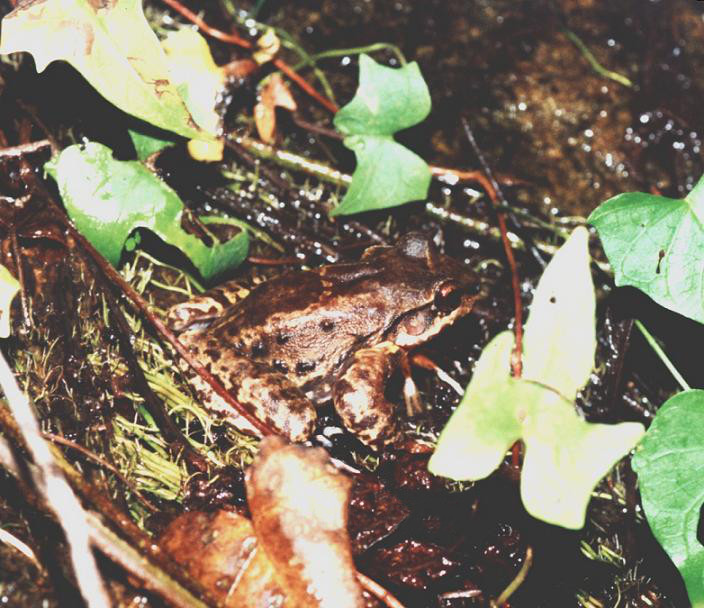
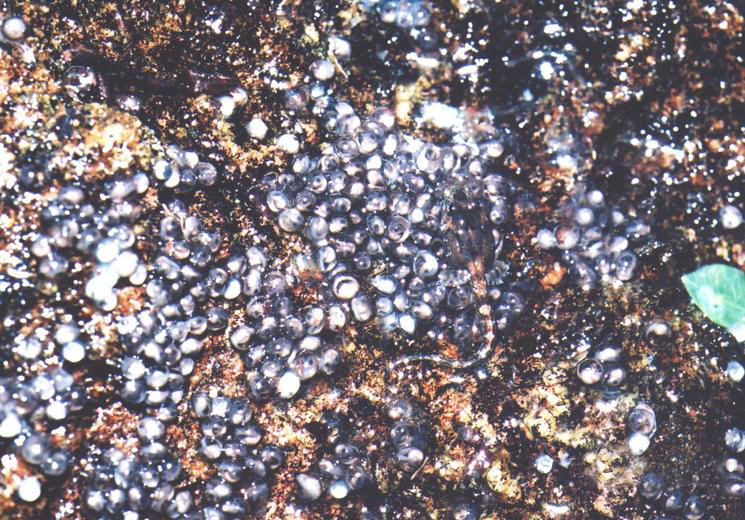
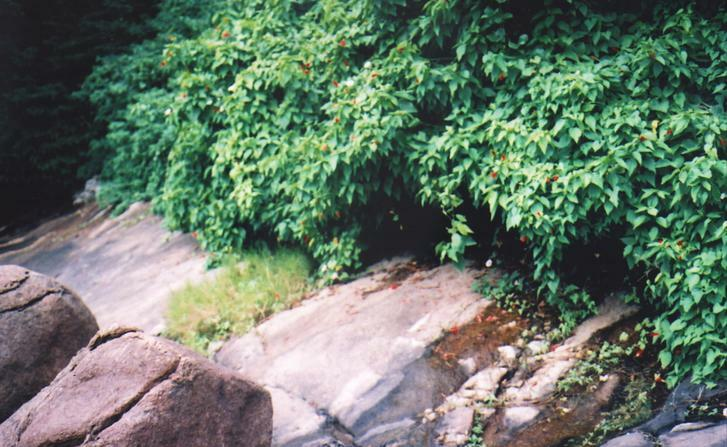
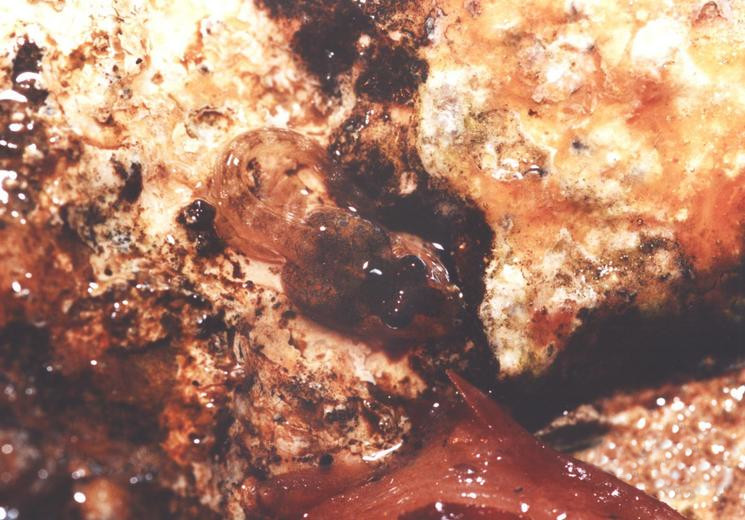